# رونالد ستيل
رونالد ستيل (بالإنجليزية: Ronald Steele)‏ مواليد 22 أبريل 1986 في برمنغهام، هو لاعب كرة سلة أمريكي. بدأ مسيرته الاحترافية في سنة 2009. يبلغ طوله 6 قدم 3 بوصة (1.9 م). لعب كرة السلة الجامعية في جامعة ألاباما. اعتزل اللعب في 2014.

## روابط خارجية
- رونالد ستيل على موقع كرة السلة الأوروبية.كوم (الإنجليزية)
- رونالد ستيل على موقع كلية كرة السلة في سبورتس رفرنس.كوم (الإنجليزية)
- رونالد ستيل على موقع ريلجم (الإنجليزية)
- رونالد ستيل على موقع بروبوليرز (الإنجليزية)
- رونالد ستيل على موقع سبورتس رفرنس (الإنجليزية)